# Anne (schip, 1930)

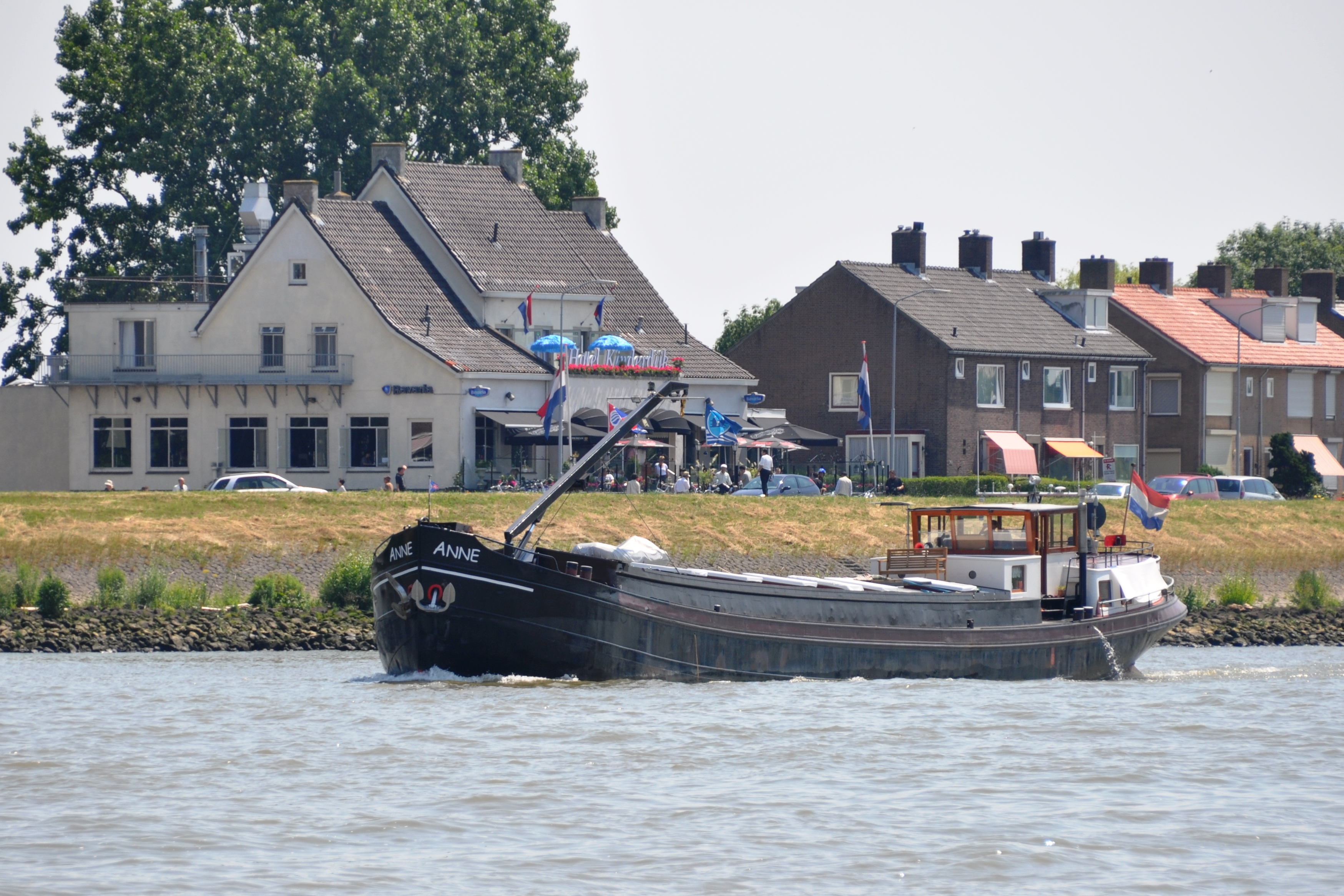
De ANNE afvarend in de Noord

De Anne is een varend monument van het type luxemotorschip. Het is gebouwd bij De Jong en Smit in IJsselmonde, bouwjaar 1930. Bouwnummer 59, brandmerk: 4648 B Rott 1930.

## Geschiedenis
- 1930 Gedoopt: Zeldenrust voor dhr. J. Trouwborst uit Ouderkerk aan den IJssel
- 1944 Gevorderd door de Duitse bezetter. Ze is zes maanden later, na de bevrijding, buiten de Oranjesluizen teruggevonden met machineonderdelen voor Noorwegen.
- 1959 De Zeldenrust werd te Dordrecht verlengd van 31,50 m naar 38,91 m en het laadvermogen werd vergroot door middel van kalffdekken.
- 1961 De motor, een 75pk MWM-Benz, werd vervangen door een 132pk Stork-Ricardo. Daarbij speelde niet alleen de leeftijd van de motor mee, maar ook dat na de verlenging meer vermogen gewenst was. De Stork staat er nog steeds in en is na een revisie in 1983 nog in prima conditie.
- 1966 Zoon C. Trouwborst te Ooltgensplaat heeft de achterroef verbouwd, een grotere stuurhut en kombuis geplaatst tussen de stuurhut en de schildbank. Ook het vooronder is toen opnieuw betimmerd.
- 1970 Verkocht. De nieuwe eigenaar heeft de mast en giek verwijderd en de den laten verhogen. In de beroepsvaart heeft het schip sindsdien gevaren onder de namen Wilmar voor J. van Vliet uit Amsterdam, als Tempora voor J. Van Meijeren uit Culemborg en ten slotte als Heiltje voor Henk Mosterd uit Leerdam.
- 1993 Uit de beroepsvaart
- 1995 Verkocht aan  L.M. Fernhout & M.J. Fernhout-den Toom te Rotterdam, die het schip Anne noemden en verbouwden voor bewoning. Onder andere is de dennenboom weer verlaagd tot de hoogte na kalffdekken-plaatsing en is er een stalen dek gelegd tussen de den.

## Liggers Scheepmetingsdienst[3]
| Meetnummer | District en volgnr. | Meetdatum        | Meetplaats         | Lengte [m] | Breedte [m] | Inzinking [m] | Waterverplaatsing [ton] | Naam              | Eigenaar      | Domicilie            |
| ---------- | ------------------- | ---------------- | ------------------ | ---------- | ----------- | ------------- | ----------------------- | ----------------- | ------------- | -------------------- |
| R7492N     | Rotterdam 7492      | 18 maart 1930    | IJsselmonde        | 31,46      | 5,40        |               | 162,437                 | Zeldenrust        | J. Trouwborst | Ouderkerk a/d IJssel |
| R22656N    | Rotterdam 22656     | 22 februari 1957 | Krimpen a/d IJssel | 31,46      | 5,40        | 1,90          | 155,968                 | Zeldenrust        |               |                      |
| R25073N    | Rotterdam 25073     | 20 oktober 1959  |                    | 38,91      | 5,40        | 2,09          | 250,462                 | Zeldenrust        |               |                      |
| R30197N    | Rotterdam 30197     | 30 maart 1966    |                    | 38,91      | 5,40        | 2,14          | 250,840                 | Zelden Rust       |               |                      |
|            |                     |                  |                    |            |             |               |                         | Wilmar            |               |                      |
|            |                     |                  |                    |            |             |               |                         | Tempora           |               |                      |
| RN2867     | Rotterdam 2867      | 28 maart 1983    |                    | 38,91      | 5,40        | 2,14          | 246,826                 | Tempora → Heiltje |               |                      |